# P.A. Semi
PA Semi (originalment Palo Alto Semiconductor) va ser una companyia nord-americana de semiconductors sense fables fundada a Santa Clara, Califòrnia l'any 2003 per Daniel W. Dobberpuhl, que abans era el dissenyador principal de DEC Alpha 21064 i StrongARM. processadors. L'empresa va emprar un equip d'enginyeria de 150 persones que incloïa persones que havien treballat prèviament en processadors com Itanium, Opteron i UltraSPARC. Apple Inc va adquirir PA Semi per 278 milions de dòlars l'abril de 2008.
PA Semi va desenvolupar la CPU PWRficient PA6T-1682M, que es va utilitzar a l'AmigaOne X1000.

## Història
PA Semi es va concentrar a fabricar processadors Power ISA potents i eficients energèticament anomenats PWRficient, basats en el nucli del processador PA6T. El PA6T va ser el primer nucli Power ISA dissenyat des de zero fora de l'aliança AIM (és a dir, no per Apple, IBM o Motorola / Freescale) en deu anys. Texas Instruments va ser un dels inversors de PA Semi i es va suggerir que les seves plantes de fabricació s'utilitzarien per fabricar els processadors PWRficient.
Els processadors PWRficient s'enviaven a clients seleccionats, i s'havien de llançar a la venda a tot el món el quart trimestre de 2007.
Hi havia rumors que PA Semi tenia una relació amb Apple que suggeria que Apple seria l'usuari principal dels processadors PWRficient. Aquesta relació suposadament va acabar amb la transició del Mac als processadors Intel quan Apple va canviar del PowerPC als processadors Intel Core per a tota la seva línia d'ordinadors.

## Adquisició per part d'Apple
El 23 d'abril de 2008, Apple va anunciar que havia adquirit PA Semi per 278 milions de dòlars. L'adquisició es va produir amb l'equip d'enginyeria de 150 persones de PA Semi. Si bé la relació anterior d'Apple amb PA Semi indicaria que Apple podria utilitzar els seus processadors, PA Semi només fabrica processadors Power ISA, que Apple no utilitzava en aquell moment.
L'11 de juny de 2008, durant la conferència anual de desenvolupadors mundials, el CEO d'Apple, Steve Jobs, va dir que l'adquisició pretenia afegir el talent dels enginyers de PA Semi a la plantilla d'Apple i ajudar-los a crear xips personalitzats per a l'iPod, l'iPhone i altres dispositius mòbils futurs. com l'iPad. PA Semi ha dit que estaven disposats a subministrar el seu xip PWRficient PA6T-1682M al final de la vida útil, si la llicència Power ISA que PA Semi té d'IBM es pogués transferir a l'empresa adquirent.